# دان کووی (بازیکن فوتبال)
دان کووی (انگلیسی: Don Cowie؛ زادهٔ ۱۵ فوریهٔ ۱۹۸۳) بازیکن فوتبال اهل بریتانیا است.
از باشگاه‌هایی که در آن بازی کرده‌است می‌توان به باشگاه فوتبال ویگان اتلتیک، باشگاه فوتبال کاردیف سیتی، باشگاه فوتبال هارت آف میدلوتیان، باشگاه فوتبال اینورنس کالدنیون تیسل، و باشگاه فوتبال واتفورد اشاره کرد.
وی همچنین در تیم ملی فوتبال اسکاتلند بازی کرده‌است.